# Герда, Йозеф
Йозеф Герда (чеш. Jozef Herda; 4 апреля 1910, Трнава, Австро-Венгрия — 4 октября 1985, Братислава, Чехословакия) — чехословацкий борец греко-римского стиля, серебряный призёр Олимпийских игр  Первый словацкий призёр олимпийских игр (не считая выходцев из Словакии в составе Австро-Венгрии) 

## Биография
Родился в 1910 году одним из 13 детей в семье слесаря в Трнаве. В семнадцатилетнем возрасте освоил отцовское ремесло, устроился на работу, но был уволен после одного инцидента. Не имея денег, отправился пешком в Прагу, где нашёл работу в компании по производству лифтов. Начал заниматься в спортивном клубе, сначала тяжёлой атлетикой, затем борьбой и в 1928 году завоевал бронзовую медаль чемпионата Моравии и Силезии, а в 1931 стал чемпионом.
С 1931 года работал тренером в AFK Waldes. Мог поехать на олимпийские игры 1932 года, но не собрал достаточно денег для путешествия в США.
На Летних Олимпийских играх 1936 года в Берлине боролся в весовой категории до 66 килограммов (лёгкий вес). По регламенту турнира борец получал в схватках штрафные баллы. Набравший 5 штрафных баллов спортсмен выбывал из турнира. В лёгком весе борьбу вели 18 борцов.
К финальным встречам после поражения от будущего чемпиона Лаури Коскела подошёл на третьем месте, после Коскелы и эстонца Вольдемара Вяли. После поражения эстонца от Коскелы, боролся с Вяли за второе место и сумел победить, став серебряным призёром Олимпиады.
| Выступление на Олимпийских играх 1936 года | Выступление на Олимпийских играх 1936 года | Выступление на Олимпийских играх 1936 года | Выступление на Олимпийских играх 1936 года | Выступление на Олимпийских играх 1936 года | Выступление на Олимпийских играх 1936 года | Выступление на Олимпийских играх 1936 года |
| Круг                                       | Соперник                                   | Страна                                     | Результат                                  | Баллы                                      | Всего баллов                               | Время схватки                              |
| ------------------------------------------ | ------------------------------------------ | ------------------------------------------ | ------------------------------------------ | ------------------------------------------ | ------------------------------------------ | ------------------------------------------ |
| 1                                          | Оскар Холингер                             | Швейцария                                  | Победа Туше                                | 0                                          | 0                                          | 10:04                                      |
| 2                                          | Йожеф Кальман                              | Венгрия                                    | Победа По очкам                            | 3-0 -1                                     | -1                                         |                                            |
| 3                                          |                                            |                                            |                                            | -1                                         | -1                                         |                                            |
| 4                                          | Альберто Мольфино                          | Италия                                     | Победа Туше                                | 0                                          | -1                                         | 13:37                                      |
| 5                                          | Лаури Коскела                              | Финляндия                                  | Поражение По очкам                         | 1-2 -2                                     | -3                                         |                                            |
| 6                                          |                                            |                                            |                                            | -3                                         | -3                                         |                                            |
| Финал                                      | Вольдемар Вяли                             | Эстония                                    | Победа По очкам                            | 3-0 -1                                     | -4                                         |                                            |

Вплоть до 1941 года выступал на различных турнирах. В 1942 году оккупационные власти не продлили ему вид на жительство в Праге и Йозеф Герда вынужден был с женой и двумя детьми перебраться в Братиславу. До конца войны перебивался случайными заработками, в том числе, работал дворником, но не оставлял занятия борьбой, участвуя в турнирах. После войны продолжал деятельность как спортсмен, тренер и промоутер, прошёл квалификацию для участия в олимпийских играх 1948 года, но не смог туда поехать. В 1952 году был удостоен звания мастера спорта, в 1956 году последний раз выступил на международной арене.
Умер в 1985 году